# Fort Frederik-Hendrik Berendrecht

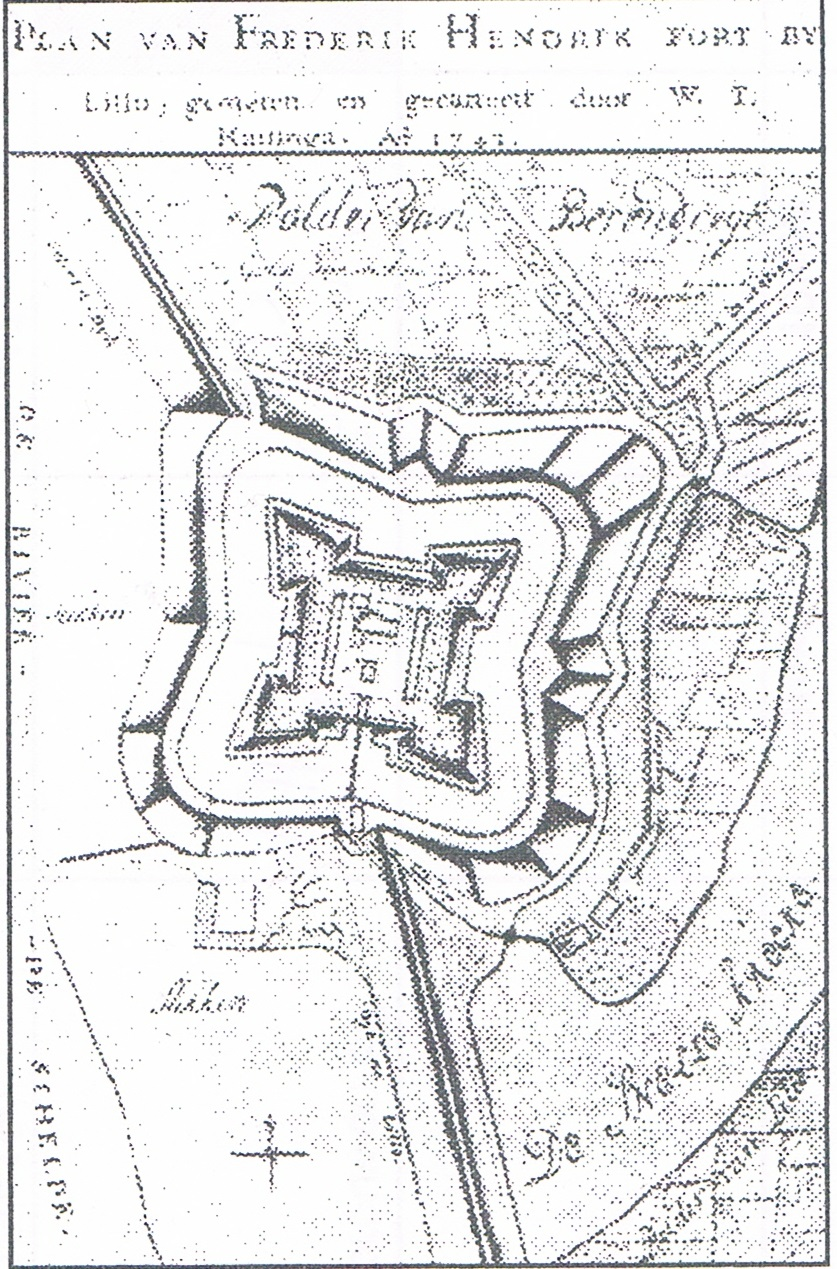
Grondplan van Fort Frederik-Hendrik in Berendrecht

In Berendrecht, nabij de Schelde  werden in de jaren 1620-1630 twee militaire versterkingen gebouwd om uit strategisch oogpunt de scheepvaart op de Schelde en de omgeving te beheersen. Ze dienden als steun voor of uitvalsbasis naar nabijgelegen forten, zoals het Fort van Lillo en het Fort Sint Martijn (Hoogerwerf) in het Zandvlietse schorrengebied. Deze vestigingen konden in handen zijn van eigen of vijandelijke troepen. Een van hen was Fort Frederik-Hendrik. 
Dit fort dankt zijn ontstaan aan Willem van Oranje, gekend als Willem de Zwijger (1533-1584), stadhouder en raadsman van de Spaanse koning Filips II, toenmalig heerser over onze Lage Landen, (Noord-en Zuid Nederland). later kwam Willem van Oranje in opstand tegen dezelfde Filips II. De Tachtigjarige Oorlog tussen de Staatse troepen en het machtige Spaanse leger barstte los. Willem van Oranje woonde van 1576 tot 1583 in Antwerpen omdat dit toen het politiek en economisch centrum van de Nederlanden was, o.a. in het Prinsenhof op het domein van de St.-Michielsabdij. Hij gaf het fort de naam van Frederik-Hendrik, naar zijn zoon die uit zijn vierde huwelijk met Louise de Coligny in 1584 werd geboren. Dit fort moest samen met andere forten (o.a. Fort van Lillo) zijn heerschappij over het Scheldegebied garanderen. Frederik-Hendrik huwde met Amalia van Solms. Hun enige zoon, Willem II van Oranje, was vader van Willem III van Oranje, die in 1689 koning van Engeland zou worden.

## Geschiedenis en ontwikkeling
Het werd in 1628 gebouwd door de Staatse troepen van Prins Frederik-Hendrik van Nassau, ter hoogte van de grens met Lillo. Het was een belangrijke strategische plaats waar voordien al een Spaanse versterking zou gestaan hebben. Het fort moest de Staatse troepen op het Fort van Lillo ondersteunen, en een buffer vormen tegen de aanvallen van Ambrosio Spinola dat in Zandvliet gelegerd was. 
Toen vanaf juli 1630 de dreiging van het Spaanse leger groter werd, besloot men in te grijpen aan de Staatse kant. Er waren geruchten dat de Spanjaarden 3000 soldaten voetvolk stuurden naar Zandvliet. Later werden de troepen nog vermeerderd naar 12 000 man (36 compagnieën) voetvolk en 40 kanonnen. Fort Frederik-Hendrik telde maar 85 manschappen en het nabije Blauwgaren slechts 35. Toen de geruchten van een aanval van de Spanjaarden aanzwollen werden er veertien compagnieën vanuit Bergen op Zoom gestuurd om de manschappen te versterken, verspreid over alle Staatse forten. De Spaanse aanvalsvloot geraakte echter niet verder dan Zandvliet en Woensdrecht wegens het tij. Bij mistig weer werden ze aangevallen door de Staatse vloot.
De Spaanse vloot werd verslagen, en de Staatse troepen heroverden verscheidene vijandelijke forten. In 1648 werd het Verdrag van Munster afgesloten, de Tachtigjarige Oorlog was voorbij.
Het fort ontwikkelde zich in verschillende stappen: In 1642 had het fort militaire gebouwen en een brug over de gracht. In 1662 werd het aangevuld met een kruitmagazijn, een majoorshuis en barakken.
Het fort viel vanaf 1715 onder Oostenrijks bewind na de Vrede van Utrecht in 1713. In 1747 werd het fort veroverd door de Fransen, maar het ze lieten het fort één jaar later voor wat het was waardoor het weer een Staats fort werd. Het fort moest in 1786 terug overgedragen worden aan het Oostenrijks bewind.
Het Verdrag van Fontainebleau bracht in 1785 klaarheid. De Scheldeforten aan de oostzijde, uitgezonderd het Fort van Lillo, moesten afgebroken worden. Eén jaar later werd het fort Frederik-Hendrik gesloopt. Gedurende 158 jaar had het de geschiedenis van de Schelde mee bepaald. Op de verhoogde oppervlakte werd 100 jaar later een suikerfabriek gebouwd.

## Constructie
Het grondplan van het fort was een vierhoek met 4 bolwerken, 220 meter op 220 meter groot. In het noorden moest het kroonwerk en een gracht van 20 meter breed voor bescherming zorgen. Het was als een typisch rivierfort gebouwd waardoor men de polder onder water kon zetten, wat een groot voordeel was voor de verdediging van het Fort van Lillo. Er was een kleine haven voorzien aan de zijde van de Schelde. Nadat de Vrede van Munster (1648) een einde aan de oorlog gemaakt had werd het dijkgat afgesloten met een poldersluis. Fort Frederik-Hendrik vertoonde veel gelijkenis met Fort Kruisschans, eveneens een Staatse vesting.

## Bezetting

### Militair
In Fort Frederik-Hendrik vertoefde slechts een beperkte bezetting. De leiding was in handen van een sergeant-majoor, die de goederen en wapens beheerde. Hij was het aanspreekpunt voor iedereen, van autoriteiten tot eigen manschappen en stond onder bevel van een commandeur, die in het Fort van Lillo of Liefkenshoek zat en ook de kapiteins of bevelhebbers van het Staatse leger waarden zijn meerderen. Verder waren er nog twee kanonniers (konstabels)en ongeveer 25 manschappen. Omdat de Staatse forten (Lillo, Sint-Jacob, Liefkenshoek, Kruisschans, 't Luys, Blauwgaren en Frederik-Hendrik) veel verschilden besloot Prins Frederik-Hendrik een doorschuifsysteem te installeren om te bepalen welke manschappen de forten moesten bemannen.

### Religieus
In het fort werd de Protestante godsdienst beleden. Daarom was er een predikant voorzien en een kerkenraad geïnstalleerd. Deze kerkenraad bestond uit twee ouderlingen en twee diakenen. Deze bezetting werd later teruggeschroefd (net zoals in Fort Kruisschans) omdat ze toch overdreven was. De religieuze zorg werd zelfs volledig afgeschaft, en voor een predikant moest men in het Fort van Lillo, Liefkenshoek of Fort Kruisschans zijn.

### Geneeskundig
De geneeskundige verzorging werd voorzien door een chirurgijn. Deze zat echter niet in fort Frederik-Hendrik maar kon overkomen uit het Fort van Lillo of Liefkenshoek. De zwaar zieken werden over het water naar Bergen op Zoom of Middelburg gebracht.

## Het leven in het fort
Het leven in het Fort Frederik-Hendrik was veruit het saaiste van alle forten, zonder amusement, herberg of vrouwen, terwijl de troepen die in het Fort van Lillo zaten naar Bergen op Zoom konden. Fort Frederik-Hendrik was ook nauwelijks verlicht, alleen de wachtverblijven hadden kaarsen. De dagelijkse taken werden uitgevoerd door de soldaten zelf, het werd hen opgedragen door de sergeant-majoor. Deze taken waren meestal onderhoudstaken. Soldaten die een vak kenden werden ingezet voor het herstellen van ruiten, musketten enzovoort. De sergeant-majoor had een wedde van 25 gulden per maand.